# Buddismo in Europa
Anche se vi sono stati regolari contatti tra praticanti buddhisti ed europei durante l'antichità, non vi è mai stato un impatto da poter definire come "diretto": è a partire difatti dalla seconda metà del XIX secolo che il buddhismo è venuto a conoscenza degli intellettuali occidentali, fino al punto che nel secolo successivo il numero di veri e propri aderenti a questa fede è cresciuto viepiù. Oggi vi sono tra 1 e 4 milioni di buddhisti sparpagliati in tutto il continente europeo, la maggior parte dei quali si ritrova divisa tra Germania, Francia, Italia e Regno Unito.

## Storia antica
Il primo contatto accertato con la fede buddhista è iniziato a seguito della conquista nel III sec a.C. da parte dell'esercito di Alessandro Magno di tutta l'Asia centrale sino a giungere sulle sponde del fiume Indo e oltre, nel nordovest del subcontinente indiano, nell'attuale Punjab. I colonizzatori greci della regione hanno poi adottato il buddhismo indiano e, sincretizzatolo con aspetti della propria cultura, hanno dato vita al cosiddetto buddhismo greco, che ha in pratica dominato la zona che va dall'attuale Pakistan a tutto l'Afghanistan (soprattutto nelle sue regioni più a oriente); il tutto per diversi secoli.
L'imperatore Ashoka il Grande ha inviato (ciò è testimoniato dai famosi Editti di Ashoka e dai vari pilastri fatti erigere in tutto il suo regno) varie missioni diplomatiche composte anche da monaci buddhisti nel mondo ellenistico; alcuni di loro stabilirono anche centri permanenti in certi luoghi ad esempio ad Alessandria d'Egitto, la più nota tra le città del vicino oriente ellenico in cui è attestata la creazione di una comunità buddhista.

## Storia moderna
L'interesse per la dottrina etico-filosofica di derivazione buddhista inizia a diffondersi anche tra i circoli accademici nell'Europa moderna a partire dai primi anni 1870, grazie soprattutto ai filosofi tedeschi Arthur Schopenhauer e Friedrich Nietzsche, oltre che a studiosi di esoterismo come la fondatrice della teosofia Helena Blavatsky. Solo molto più tardi cominciarono a comparire, in Europa, figure di praticanti buddhisti, per lo più monaci ordinati, e ancora più tardi, intorno agli anni 1960, centri di pratica autentici.
In tempi recenti l'Europa si è dimostrata sempre più ricettiva a una versione moderna della fede buddhista, come alternativa sia al cristianesimo sia ai precetti più tradizionali del buddhismo originario. Russia e Austria sono a tutt'oggi gli unici due Stati europei che riconoscono ufficialmente (tramite determinati articoli di legge) il buddhismo come forma religiosa accettata nei rispettivi Paesi assieme all'eventuale loro "religione di Stato".
 Oltre a ciò la federazione russa riconosce il buddhismo assieme a islam, cristianesimo ortodosso ed ebraismo quali forme di fede native del suolo russo; ciò secondo la costituzione federale del 1993 (vedi Costituzione della Federazione Russa); tutti gli altri gruppi religiosi non vengono riconosciuti all'interno del Paese, se non dopo un'apposita registrazione per esser ufficialmente accettata come soggetto religioso da parte dello Stato.
A parte le regioni che sono a stragrande maggioranza buddhista situate in Siberia, le periodiche migrazioni della popolazione dei Calmucchi durante tutto il XVII sec. ha fatto di loro a tutt'oggi l'unica regione di tradizione buddhista in Occidente, ossia al di qua dei Monti Urali; oggi vivono nella repubblica di Calmucchia facente parte della Federazione Russa.

## Principali templi buddhisti in Europa
Nel 1982 il monaco vietnamita Thích Nhất Hạnh e la sua collega "Chân Không" hanno fondato il Plum Village Buddhist Center (denominato anche Lang Mai), un centro monastico praticante il buddhismo theravada ubicato nella regione della Dorgogna nel sud della Francia. Ma già a partire dagli anni 1960 egli si trovava a capo di un gruppo monastico denominato Order of Inter-Being il quale insegnava i 5 e i 14 precetti o addestramenti alla consapevolezza per i laici impegnati nella meditazione di stampo buddhista.
 Nella sua qualità di "Chiesa buddhista unificata", il Plum Village è legalmente riconosciuto dalla legislazione francese.
Dalla sua origine nel 1976 a Dhagpo Kagyu Ling il Kagyu (o Kagyupa-lignaggio della trasmissione orale) si è sempre più ampliato anche al di fuori del territorio francese in conformità con le istruzioni specifiche lasciate da Sua Santità il 16° Karmapa (per approfondire vedi poi anche la Controversia del 17° Karmata).
 Il Gendu Rinpoche in carica e il suo rappresentante europeo Jigme Rimpoche (vedi Buddhismo della Via di Diamante) hanno seguito la direttiva di Sua Santità il Karmapa, il quale aveva affermato la necessità di costruire un centro aperto al pubblico, dotato tra l'altro d'una biblioteca, di una istituzione universitaria, un eremo monastico e un centro di ritiro per laici, con l'intento di conservare e trasmettere a lungo termine il Dharma in territorio europeo.
Da allora si sono aperti quattro centri (Dhagpo Kagyu Ling, Dhagpo Kundreul Ling, Dhagpo Dargye Ling, Dhagpo Dedreul Ling) col ruolo di preservare e trasmettere gl'insegnamenti del Buddha; formano insieme un tutt'uno in cui ognuno integra l'attività degli altri tre.
In Scozia il più importante centro buddhista è il monastero "Samyé Ling", anche questo associato - come i quattro succitati presenti in Francia - alla scuola Kagyu del Buddhismo tibetano e che ha celebrato il suo 40º anniversario nel 2007; è questo il più grande tempio buddhista dell'Europa occidentale. V'è una comunità associata in Holy Isle, Firth of Clyde, una serie d'isolette al largo della costa occidentale scozzese proprietà della "Samyé Ling": gli insediamenti presenti sull'isola includono anche il Centre for World Peace and Health, centro per la pace e la salute nel mondo, oltre a un centro monacale e di ritiro femminile.
Sono stati istituiti centri in più di 20 Paesi, tra cui Belgio, Irlanda e Polonia, Spagna e Svizzera. Il più grande tempio in Europa orientale è invece quello di Ėlista (chiamato tempio d'oro), situato nella pianura adiacente al Mar Caspio e aperto nel 2005. Lo stupa di Benalmádena, cittadina situata nell'estremo sud dell'Andalusia è attualmente uno dei più grandi creati nel continente europeo misurando più di 108 metri d'altezza; affacciato sulla Costa del Sol e realizzato nel 2003 è stato il progetto definitivo del maestro "Lopon Tsechu Rinpoche".
Il "Lerab Ling" è un centro buddhista tibetano fondato nel 1992 da Sogyal Rinpoche a Roqueredonde nei pressi di Lodève in Languedoc-Roussillon; esso contiene al proprio interno quello che è il più grande tempio del Buddhismo Mahāyāna presente in Europa, ufficialmente inaugurato nel 2008 dal XIV Dalai Lama in una cerimonia alla presenza di Carla Bruni-Sarkozy.

### Statistiche
| Paese             | Abitanti    | Buddisti             | % di buddhisti per nazione in rapporto alla popolazione totale |
| ----------------- | ----------- | -------------------- | -------------------------------------------------------------- |
| Belgio            | 10.666.866  | 29,467 (Stima)       | 0,29 %                                                         |
| Germania          | 82.438.000  | 250.000 (Stima)      | (vedi Buddhismo in Germania) 0,30 %                            |
| Inghilterra       | 50.100.000  | 139.046 (Censimento) | 0,28 %                                                         |
| Francia           | 60.650.000  | 600.000 (Stima)      | (vedi Buddhismo in Francia) 0,99 %                             |
| Islanda           | 305.309     | 1.000 (Stima)        | 0,33 %                                                         |
| Italia            | 60.054.511  | 292.900 (Stima)      | (vedi Buddhismo in Italia) 0,5 %                               |
| Croazia           | 4.400.000   | 1.500 (Stima)        | 0,034 %                                                        |
| Norvegia          | 4.610.820   | 20.000 (Stima)       | 0,43 %                                                         |
| Austria           | 8.220.000   | 10.394 (Censimento)  | (vedi Buddhismo in Austria) 0,13 %                             |
| Polonia           | 38.626.349  | 5.000 (Stima)        | 0,013 %                                                        |
| Federazione Russa | 142.008.838 | 700.000 (Stima)      | (vedi Buddhismo in Russia) 0,5 %                               |
| Scozia            | 5.062.011   | 5.000 (Stima)        | 0,1 %                                                          |
| Svizzera          | 7.415.100   | 24.000 (Stima)       | 0,32 %                                                         |
| Slovenia          | 1.964.036   | 500 (Stima)          | 0,025 %                                                        |
| Ungheria          | 10.085.000  | 5.223 (Censimento)   | 0,05 %                                                         |
| Galles            | 2.903.085   | 5.407 (Censimento)   | 0,19 %                                                         |
| Totale            | 489.510.425 | 1.856.314            | 0,42 %                                                         |